# Boukhadra
 (décembre 2010).
Si vous disposez d'ouvrages ou d'articles de référence ou si vous connaissez des sites web de qualité traitant du thème abordé ici, merci de compléter l'article en donnant les références utiles à sa vérifiabilité et en les liant à la section « Notes et références ».
Boukhadra est une commune de la wilaya de Tébessa en Algérie.

## Géographie

### Situation
Boukhadra est située à l'Est des Aurès, à 43 km au nord de Tébessa (chef-lieu de la wilaya), à 191 km au sud d'Annaba et à 24 km à l'ouest de la frontière tunisienne.

### Relief, géologie, hydrographie
La région de Boukhadra est un plateau, ses forêts abritent une faune et une flore riche.

## Histoire
L'histoire de Boukhadra se confond avec la mise en exploitation de la mine de fer de Djebel Boukhadra en 1905. Une mine de fer mise en valeur en 1878 par l’ingénieur français Tissot. Les mines de fer de la région ont été signalées par Ibn Khaldoun et par le géographe Al Idrissi.
La ville est d'abord une ville européenne de 2 000 habitants, majoritairement de nationalités française, italienne, espagnole et maltaise, à l'époque coloniale (recensement de 1954). Les Chaouis essentiellement des Ouled Sidi Yahia étaient hors de la ville, dans des campements de misère et de privation.
La ville de Boukhadra a une histoire toute récente. Elle a massivement participé à la guerre d'indépendance d'Algérie dans la Wilaya I, celle de l'Aurès-Nemencha. Il y eut des centaines de martyrs et des milliers de victimes. Quelques évènements notables :
- la bataille de Djebel Boukhadra ;
- destruction des cinq ponts de la ligne de chemin de fer ;
- sabotage de la seule ligne électrifiée de chemin de fer en Algérie, reliant Boukhadra à Annaba ;
- Djebel Boukhadra était le siège du poste de commandement de la zone 5 de la Wilaya I des Aurès, le premier découpage administratif et militaire de l'état-major de l'Armée de libération nationale (FLN ALN).

## Démographie
La ville de Boukhadra compte selon le dernier recensement de 2000, plus de 30 000 habitants. En 2007, la population est de 40 000 personnes.
Deux principales communautés des Ouled Yahia habitent cette ville : Magharsa et Malim.

## Économie
Son économie est principalement minière et agricole.

## Patrimoine, mythes, légendes et anecdotes
Elle est un lieu de passage obligé vers le mausolée de Sidi Yahia situé près de la ville de El Meridj, à la frontière tunisienne.
Le lion de l'Atlas était en liberté même après la mise en service de la mine selon Alphonse Daudet.
Boukhadra est dans les chants populaires chaoui, chanté par Beggar Hadda ou Hadda El Khancha " Ya Djebel Boukhadra, Jak italian Taha Hajek, ah ya khadama lalcom bi khedma!" Une chanson qui glorifie une grève contre la misère des travailleurs chaouis dont Jean Jaurès s'est fait l'écho.

## Sources et références
1. ↑  « Wilaya de Tébessa : répartition de la population résidente des ménages ordinaires et collectifs, selon la commune de résidence et la dispersion ». Données du recensement général de la population et de l'habitat de 2008 sur le site de l'ONS.